# Melilotus officinalis
Il meliloto comune (Melilotus officinalis (L.) Lam., 1779),detto anche erba vetturina gialla,  è una pianta appartenente alla famiglia  delle Fabacee (o Leguminose).

## Descrizione
È una specie, annuale o biennale, erbacea provvista di caule eretto, foglie alterne trifogliate, fiori gialli ed odorosi.

## Proprietà
Questi vegetali contengono nella porzione fiorita tossine ad azione anticoagulante come la melitotossina, la cumarigenina e la cumarina. Il danno provocato da questa pianta consiste in un allungamento dei tempi di emocoagulazione.

## Usi
Per usi terapeutici si utilizzano i suoi fiori e il collirio realizzato grazie al decotto o all'infuso è indicato per le infiammazioni congiuntivali e per l'orzaiolo.
È una pianta mellifera che, grazie alla sua prolungata fioritura, fornisce un buon miele, anche uniflorale; è un'importante fonte estiva di nettare e di polline per le api.